# Ficus geocharis
Ficus geocharis är en mullbärsväxtart som beskrevs av Edred John Henry Corner. Ficus geocharis ingår i släktet fikonsläktet, och familjen mullbärsväxter. Inga underarter finns listade i Catalogue of Life.